# Färeds församling
Färeds församling var en församling i Skara stift och i Mariestads kommun. Församlingen uppgick 2004 i Lyrestads församling.

## Administrativ historik
Församlingen har medeltida ursprung.  
Församlingen var till 1995 annexförsamling i pastoratet Hassle, Berga och Färed som från 1500-talet även omfattade Enåsa församling och från 1962 Torsö församling. Från 1995 till 2004 var församlingen annexförsamling i pastoratet Lyrestad, Hassle, Berga, Färed och Enåsa. Församlingen uppgick 2004 i Lyrestads församling.

## Kyrkor
- Färeds kyrka